# Karpinka
Karpinka – zatoka Zalewu Kamieńskiego, w jego wschodniej części. Wcina się w Wybrzeże Trzebiatowskie, gdzie na południowym brzegu jest położone miasto Kamień Pomorski i przy którym do zatoki uchodzi rzeka Świniec.
Wody Karpinki znajdują się w granicach administracyjnych miasta – Kamień Pomorski.
Na obszarze wodnym Karpinki od południka 14°46,3`E do ujścia rzeki Świniec został ustanowiony stały obwód ochronny dla rybołówstwa morskiego.
Wschodnia większa część wód Karpinki i jej wybrzeża objęta jest strefą ochrony uzdrowiskowej.
Do 1945 r. stosowano poprzednią niemiecką nazwę zatoki – Der Carpin. W 1950 r. wprowadzono urzędowo polską nazwę Karpinka.